# Tito Ortiz
Jacob Christopher “Tito” Ortiz, nazywany także The Huntington Beach Bad Boy (ur. 23 stycznia 1975 w Huntington Beach) – amerykański zawodnik mieszanych sztuk walki (MMA), mistrz wagi półciężkiej UFC z 2000. Aktualnie związany z Bellator MMA.

## Życiorys

### Wczesne lata
Urodził się w Huntington Beach w Kalifornii w rodzinie rzymskokatolickiej jako najmłodszy z pięciorga synów Joyce Robles i Samuela Ortiza. Ma pochodzenie pół-meksykańskie ze strony ojca i hawajskie ze strony matki. Kiedy miał zaledwie rok otrzymał od swojego ojca przydomek “Tito”. W wieku pięciu lat wraz z rodziną przeniósł się do Santa Ana w Kalifornii. Przechodził trudne dzieciństwo, oboje jego rodzice byli uzależnieni od heroiny, był związany z ulicznymi gangami, został umieszczony w salach dla nieletnich i stosował leki takie jak kokaina czy fencyklidyna. Jego rodzice rozwiedli się, gdy miał 13 lat, jego matka zabrała go do Huntington Beach. Gdy miał zaledwie siedem lat, utrzymywał się ze sprzedaży ryb, złowionych w miejscowym molo, a później uczęszczał do Huntington Beach High School, gdzie w drugim roku nauki udzielał się w sporcie, szczególnie pasjonował go wrestling, zdobywając mistrzostwo California Interscholastic Federation (CIF) w wadze 189 funtów i zajął czwarte miejsce w turnieju. Gdy miał 18 lat, jego matka wyrzuciła go z domu i zaczął żyć z jednym z braci, a później stał się uzależniony od metamfetaminy. Kiedy miał 19 lat, spotkał Paula Herrerę, trenera starej szkoły zapaśniczej, przyszłego zawodnika Ultimate Fighting Championship i trenera zapaśniczego w Golden West College, który zachęcił go, aby zapisał się na studia. W latach 1995–1996 uczęszczał do Golden West Community College w Huntington Beach.

### Kariera sportowa
Jako student California State University w Bakersfield w Kalifornii amatorsko trenował zapasy. Był wielokrotnym medalistą akademickich zawodów zapaśniczych. W 2000 roku zdobył brązowy medal na prestiżowych zawodach grapplerskich ADCC.

#### UFC
W MMA zadebiutował w maju 1997 roku, biorąc udział w turnieju UFC 13. W pierwszej rundzie tego turnieju wygrał z Wesem Albrittonem, ale w drugiej rundzie przegrał przez poddanie z Guyem Mezgerem. Nie zrażony tą porażką kontynuował swą karierę w MMA, a po pokonaniu Jerry Bohlandera i zwycięstwie w rewanżowej walce z Mezgerem, stanął do walki z mistrzem wagi półciężkiej UFC Frankiem Shamrockiem. Jednak przegrał przez techniczny nokaut. Po tym pojedynku Shamrock zdecydował się zakończyć karierę sportową, wobec czego władze UFC zorganizowały, w lipcu 2000 roku, walkę o wakujący pas mistrzowski i wyznaczył do niego Ortiza oraz najlepszego brazylijskiego zawodnika Wanderleia Silvą. Tito wygrał przez jednogłośną decyzję po pięciu zaciętych rundach.
W następnych latach kilkakrotnie bronił pasa mistrzowskiego, pokonując min. Yūkiego Kondō oraz Kena Shamrocka, przyrodniego brata Franka. W sierpniu 2003 roku stracił tytuł na rzecz byłego mistrza wagi ciężkiej UFC Randy’ego Couture’a, a następnej walce przegrał przez nokaut z Chuckiem Liddellem.
W 2004 roku pokonał przez decyzję Patricka Côté oraz Vitora Belforta, po czym wycofał się z UFC na blisko półtora roku. W tym czasie pojawił się jako sędzia w kilku galach wrestlingu. Do UFC powrócił w lipcu 2006 roku, pokonując przez decyzję Forresta Griffina. Następnie został trenerem jednej z drużyn w reality show The Ultimate Fighter 3. Drugim trenerem został Ken Shamrock, a po zakończeniu programu doszło do rewanżowej walki między Ortizem a Shamrockiem. Tito wygrał już w pierwszej rundzie przez techniczny nokaut, ale jego przeciwnik nie zgadzał się z werdyktem i twierdził, że walka została zbyt szybko przerwana. Dlatego doszło do trzeciego starcia tych zawodników i znów lepszy okazał się Ortiz. W grudniu 2006 roku doszło do rewanżowej walki Ortiza z Chuckiem Liddellem, której stawką był pas mistrzowski wagi półciężkiej, jednak Tito ponownie przegrał przez nokaut.
W lipcu 2007 roku zmierzył się z Rashadem Evansem. Odebrano mu punkt za trzymanie się klatki i walka zakończyła się remisem. Następnie poniósł dwie porażki przez decyzję sędziów: na UFC 84 z Lyoto Machidą oraz na UFC 106 z Forrestem Griffinem. Na UFC 132 poddał przez duszenie gilotynowe Ryana Badera w pierwszej rundzie. Po zwycięstwie nad Baderem zanotował dwie porażki z rzędu, kolejno z Evansem oraz Antônio Rogério Nogueira oba przez techniczny nokaut.
Ostatnią walkę w kontrakcie oraz równocześnie w karierze stoczył z Forrestem Griffinem. Ich trzecie starcie miało miejsce 7 lipca 2012 roku. Ortiz trzykrotnie posyłał Griffina na deski w ciągu całego pojedynku ale to nie wystarczyło do zwycięstwa i ostatecznie przegrał na punkty.

#### Bellator MMA
Po przegranej zapowiedział zakończenie kariery zawodnika MMA lecz po roku postanowił powrócić i związał się z konkurencyjną organizacją Bellator MMA. W debiucie 2 listopada 2013 miał stoczyć pojedynek z innym, byłym mistrzem UFC Quintonem Jacksonem, lecz 28 października uległ kontuzji szyi i musiał się wycofać z planowanego starcia. 17 maja 2014 został zestawiony z ówczesnym mistrzem Bellatora wagi średniej Rosjaninem Aleksandrem Szlemienkom. Stawiany w roli bezsprzecznego faworyta Rosjanin nieoczekiwanie uległ Ortizowi który poddał go duszeniem rękoma w 1. rundzie. 15 listopada tego samego roku pokonał Stephana Bonnara na punkty na gali Bellator 131.
W związku z dwoma zwycięstwami w organizacji otrzymał szansę walki o mistrzostwo w wadze półciężkiej 19 września 2015 na Bellator 142: Dynamite 1 z Brytyjczykiem Liamem McGearym. Ortiz przegrał starcie przez poddanie w 1. rundzie. 21 stycznia 2017 na Bellator 170 poddał Chaela Sonnena duszeniem zza pleców w 1. rundzie.

#### Total Nonstop Action (TNA)
Będąc pod kontraktem z Bellatorem, występował również we wrestlerskiej federacji Total Nonstop Action razem z Quintonem Jacksonem i Muhammedem Lawalem.

### Kariera aktorska
Po raz pierwszy pojawił się na kinowym ekranie jako największy wojownik w dramacie sensacyjnym Andrzeja Bartkowiaka Od kołyski aż po grób (Cradle 2 the Grave, 2003) z Jetem Li. Po występie jako Poptop w thrillerze Wydział Venice Underground (Venice Underground, 2005) z Edwardem Furlongiem i Jodi Lyn O’Keefe, zagrał jednego z popleczników Luca (w tej roli David Boreanaz) o ksywie 'Głód' w sequelu Kruk 4 (The Crow: Wicked Prayer, 2005) u boku Edwarda Furlonga i Dennisa Hoppera, a producent tego filmu Jeff Most okrzyknął go „następcą Vina Diesela”. Potem wystąpił w filmach: tureckim Dolina wilków: Irak (Kurtlar Vadisi Irak, 2006) jako amerykański dowódca major z udziałem Billy’ego Zane i Gary’ego Buseya, komedii Scotta Caana Psi kłopot (The Dog Problem, 2006) w roli Franka i Zombie Strippers (Striptizerki Zombie, 2008) jako wykidajło w Rhino. Można go było także dostrzec w serialach CBS: Wzór (Numb3rs, 2007) jako Tino Alva i CSI: Kryminalne zagadki Nowego Jorku (CSI: NY, 2012) jako Derek Petrov oraz programie 3 Ball Entertainment Sweat INC. (2015) w roli sędziego.

## Życie prywatne
8 kwietnia 1999 poślubił S. Dean "Kristin", z którą miał syna Jacoba Jr. Jednak po pięciu latach małżeństwa doszło do rozwodu. Od października 2006 roku związał się z byłą aktorką porno Jenną Jameson, z którą ma dwóch synów bliźniaków: Jesse’ego i Journeya Jette (ur. 16 marca 2009). Jameson i Ortiz rozstali się w marcu 2013 roku, a Ortiz uzyskał pełną opiekę nad bliźniakami. Od listopada 2014 związał się z byłą ring-girl Amber Nichole Miller.
6 stycznia 2014 w poranek w Los Angeles został aresztowany po wypadku, który spowodował pod wpływem alkoholu. Ortiz poruszając się swym Porsche Panamera, uderzył w ścianę. Wewnątrz pojazdu znajdowało się dwóch pasażerów, nikomu z uczestników wypadku nie stała się krzywda. Według policji w Los Angeles w krwi Ortiza znajdowało się 1,2 promila alkoholu, gdy dozwolony w Kalifornii poziom to 0,8. Ortiz wpłacił 15 tys. dolarów kaucji, po czym został zwolniony z aresztu.

## Osiągnięcia
Mieszane sztuki walki:
- 1997: UFC 17 – finalista turnieju
- 2000–2003: mistrz UFC w wadze półciężkiej (pięć udanych obron)
- 2012: członek Galerii Sław UFC

Submission fighting:
- 2000: Mistrzostwa Świata ADCC w submission fightingu – 3. miejsce w kat. 99 kg